# Picumne strié
Picumnus nebulosus
Espèce
Statut de conservation UICN

 NT  : Quasi menacé
Le Picumne strié (Picumnus nebulosus), est une espèce d'oiseaux de la famille des Picidae (sous-famille des Picumninae), dont l'aire de répartition s'étend sur l'Argentine, l'Uruguay et le Brésil.